# سارياركا
سارياركا (معنى ساركايا باللغة الكازخستانية السلسة الصفراء) سهب وبحيرات في شمالي كازخستان وهي جزء من أنجاد كازخستان، مدرجة على لائحة التراث العالمي منذ 7 تموز-يوليو 2008 . وهي موقع التراث العالمي الطبيعي الوحيد في كازخستان .
ويتألف هذا الموقع من محمية نورزام الطبيعية وتقع في أوبليس كوستناي ,ومحمية كورغالزهين وتقع في أوبليس أكمولا
المحميتان الطبيعيتان تتضمان أرض رطبة ذات أهمية استثنائية بالنسبة لطيور الماء، ولا سيما الأنواع المهددة منها، مثل النحام الوردي ,.
كركي سيبيريا، والبجع المجعَّد، وصقر «بالاس» وغيرها. تمثل هذه المناطق الرطبة ملتقى طرق ومواقع أساسية للراحة على طرق هجرة الطيور باتجاه آسيا الوسطى، وبالنسبة للطيور المائية المهاجرة من أفريقيا وأوروبا وآسيا الجنوبية نحو موقع تكاثرها في سيبيريا الغربية والشرقية. وتوفر سُهب آسيا الوسطى 2000 كلم مربع ضمن هذا الموقع، مأوىً لأكثر من نصف الأنواع النباتية المتواجدة في منطقة السُهب، ولعدد كبير من أنواع الطيور المهددة.
تعتبر ساركايا موطناً للعديد من الحيوانات البرية مثل المرموط ,ذئاب وظبي سايغا المهدد بالانقراض، وكان في الماضي نوعاً منتشراً على نطاق واسع، لكنه تعرض طويلاً للصيد غير المشروع.. كما إنها موقع مهم في كازخستان لمراقبي الطيور.